# Anna Karénine (film, 1915)
Pour les articles homonymes, voir Anna Karénine (homonymie).

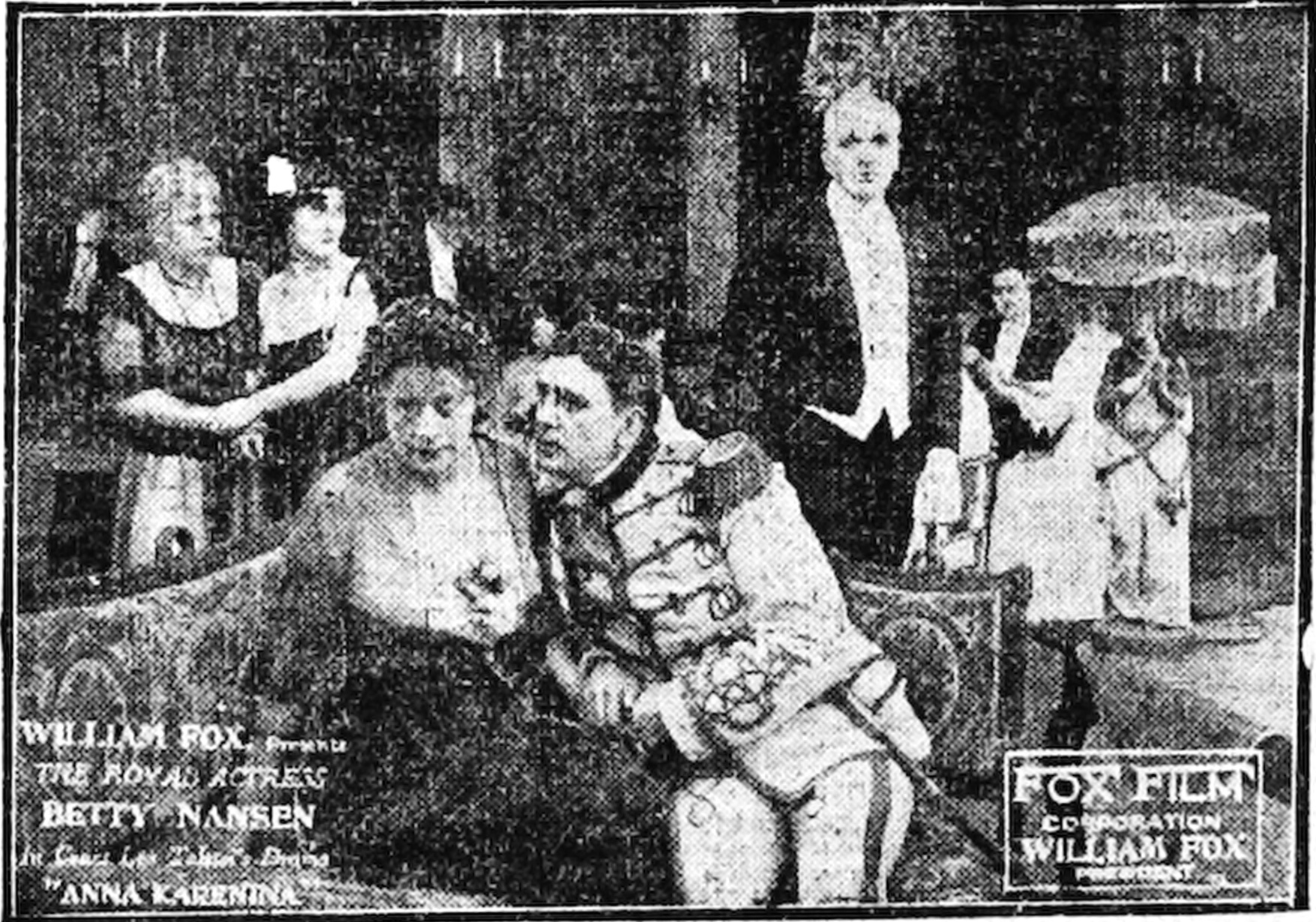
Scène du film. Encart dans un journal.

Anna Karénine (titre original : Anna Karenina) est un film américain muet réalisé par J. Gordon Edwards, sorti en 1915. 
Le film est l'adaptation au cinéma du roman éponyme de Léon Tolstoï, la première aux États-Unis. Ce film est considéré comme étant perdu.

## Fiche technique
- Titre : Anna Karenina
- Réalisation : J. Gordon Edwards
- Scénario : Clara Beranger

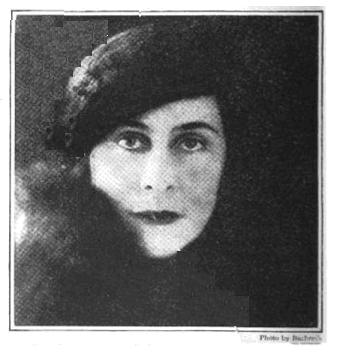
Clara Beranger, la scénariste.

- Sociétés de production : Fox Film Corporation
- Producteur : William Fox
- Longueur : 1 500 mètres (5 bobines)
- Format : Noir et blanc - 1,33:1 - Muet
- Date de sortie :
  - États-Unis : 1er avril 1915

## Distribution

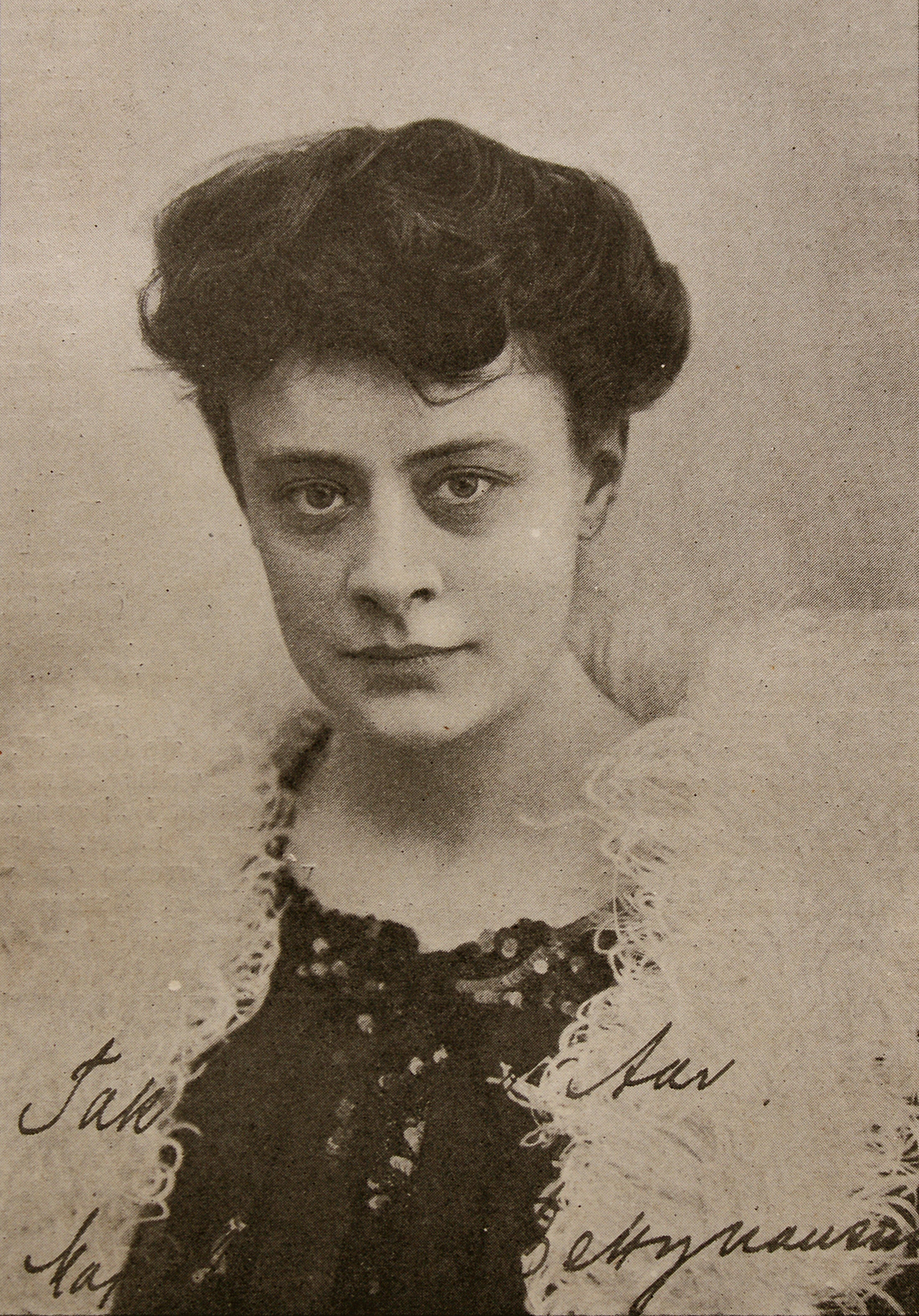
Betty Nansen, dans le rôle d'Anna Karénine.

- Betty Nansen
- Edward José
- Richard Thornton (acteur)
- Stella Hammerstein
- Mabel Allen